# Muzeum Pijaństwa

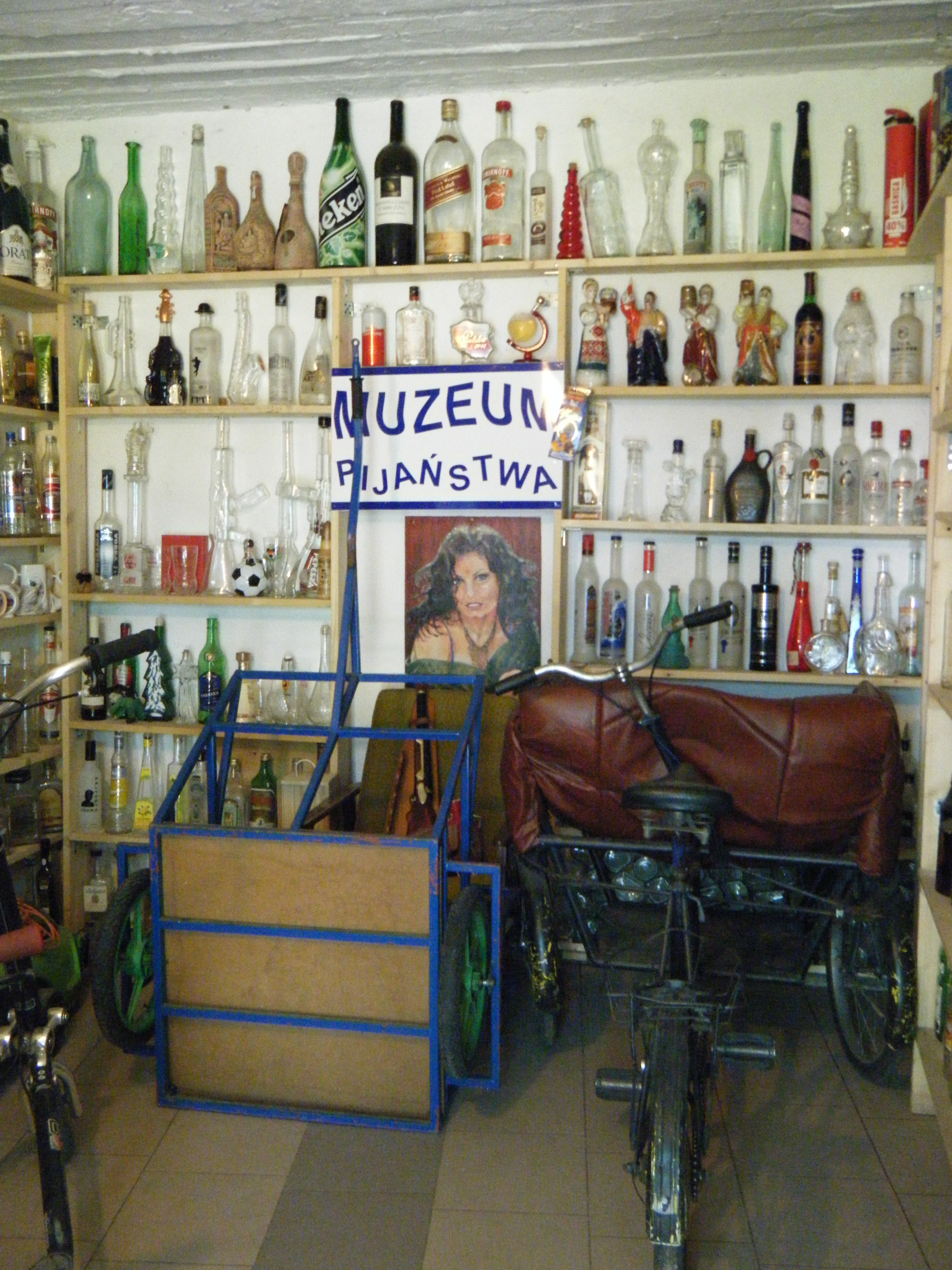
Część kolekcji prezentowanej zwiedzającym

Muzeum Pijaństwa – prywatne muzeum w miejscowości Gołąb k. Puław. Założone i prowadzone od 2007 roku, przez kustosza i przewodnika Józefa Konstantego Majewskiego.